# توفيق رشدي آراس
الدكتور توفيق رشدي آراس (بالتركية الحديثة: Tevfik Rüştü Aras) ـ (جنق قلعة، 1883 ـ إسطنبول، 5 يناير 1972) هو طبيب وسياسي ودبلوماسي تركي، كان عضوًا بالبرلمان ووزيرًا لخارجية تركيا في عهد أتاتورك (1923 ـ 1938).
مثّل آراس تركيا في توقيع اتفاق البلقان لتنظيم الحدود بين دول البلقان سنة 1934، كما انتُخب رئيسًا لعصبة الأمم أثناء دور الانعقاد الخاص الذي عُقد في جنيف يومي 26 و27 مايو 1937 لبحث طلب المملكة المصرية للانضمام إلى العصبة.
وفي سنة 1939، عُين آراس سفيرًا للجمهورية التركية لدى المملكة المتحدة، حيث قضى ثلاث سنوات ونصف السنة، قبل أن يتقاعد سنة 1943 ويبدأ في نشر القصص في صحافة إسطنبول. وقد كان من مؤيدي تأسيس حزب الديمقراطية.

## وفاته
توفي آراش في إسطنبول في 5 يناير 1972، ودُفن في مقبرة آشيان أسري.